# Secrétariat d’État aux Relations avec les Cortes Generales
Le secrétariat d'État chargé des Relations avec les Cortes et des Affaires constitutionnelles d'Espagne (en espagnol : Secretaría de Estado de Relaciones con las Cortes y Asuntos constitucionales) est le secrétariat d'État chargé des rapports entre le gouvernement et les deux chambres des Cortes Generales.
Il relève du ministère de la Présidence, de la Justice et des Relations avec les Cortes.

## Missions

### Fonctions
Le secrétariat d'État est chargé des rapports entre le gouvernement, le Congrès des députés et le Sénat, de la coordination des sujets d'importances constitutionnelles, et du programme législatif du gouvernement.
En tant qu'organe de communication habituelle entre l'exécutif et le législatif, le secrétaire d'État assiste, voire représente, le ministre de la Présidence lors des réunions des conférences des porte-parole (en espagnol : Junta de Portavoces) des deux chambres ; il remet au Congrès et/ou au Sénat les écrits et communications du gouvernement ; il étudie, suit et coordonne la procédure parlementaire du programme législatif gouvernemental ; il coordonne l'activité administrative des rapports entre le cabinet et le Parlement et assiste l'exécutif dans le cadre du contrôle parlementaire.
En outre, il accomplit n'importe quelle autre fonction dérivant de l'activité parlementaire dans ses rapports avec le gouvernement.

### Organisation
Le secrétariat d’État s'organise de la manière suivante : 
- Secrétariat d'État aux Relations avec les Cortes et aux Affaires constitutionnelles (Secretaría de Estado de Relaciones con las Cortes y Asuntos Constitucionales) ; 
  - Direction générale des Relations avec les Cortes ;
    - Sous-direction générale de la Coordination législative ;
    - Sous-direction générale des Initiatives parlementaires ;
    - Sous-direction générale du Contrôle écrit ;
    - Sous-direction générale de la Documentation parlementaire ;

  - Direction générale des Affaires constitutionnelles et de la Coordination juridique ;
    - Sous-direction générale du Régime constitutionnel.

## Titulaires
| Titulaire                                                                                    | Titulaire                      | Début      | Fin         | Parti | Ministre de la Présidence                                 |
| -------------------------------------------------------------------------------------------- | ------------------------------ | ---------- | ----------- | ----- | --------------------------------------------------------- |
|                                                                                              | Gabriel Cisneros               | 07/03/1981 | 04/09/1982  | UCD   | Pío Cabanillas Matías Rodríguez Inciarte                  |
|                                                                                              | Virgilio Zapatero              | 08/12/1982 | 26/07/1986  | PSOE  | Javier Moscoso                                            |
| Sous-secrétariat des Relations avec les Cortes et du Secrétariat du gouvernement (1986-1993) |                                |            |             |       |                                                           |
| Secrétariat général des Relations avec les Cortes (1993-1996)                                |                                |            |             |       |                                                           |
|                                                                                              | José María Michavila           | 08/05/1996 | 06/05/2000  | PP    | Francisco Álvarez-Cascos                                  |
|                                                                                              | Jorge Fernández Díaz           | 06/05/2000 | 20/04/2004  | PP    | Mariano Rajoy Juan José Lucas Mariano Rajoy Javier Arenas |
|                                                                                              | Francisco Caamaño              | 20/04/2004 | 02/03/2009  | PSOE  | María Teresa Fernández de la Vega                         |
|                                                                                              | José Luis de Francisco Herrero | 10/03/2009 | 24/12/2011  | Sans  | María Teresa Fernández de la Vega Ramón Jáuregui          |
|                                                                                              | José Luis Ayllón               | 24/12/2011 | 27/01/2018  | PP    | Soraya Sáenz de Santamaría                                |
|                                                                                              | Rubén Moreno Palanques         | 03/02/2018 | 09/06/2018  | PP    | Soraya Sáenz de Santamaría                                |
|                                                                                              | José Antonio Montilla Martos   | 09/06/2018 | 21/07/2021  | PSOE  | Carmen Calvo                                              |
|                                                                                              | Rafael Simancas                | 21/07/2021 | En fonction | PSOE  | Félix Bolaños                                             |
| Titres successifs : - Depuis 2020 : Relations avec les Cortes et Affaires constitutionnelles |                                |            |             |       |                                                           |